# Tori kommun
Tori kommun (estniska: Tori vald) är en kommun i landskapet Pärnumaa i sydvästra Estland. Kommunen ligger cirka 110 kilometer söder om huvudstaden Tallinn. Staden Sindi utgör kommunens centralort.
Den nuvarande kommunen bildades den 11 november 2017  genom en sammanslagning av dåvarande Tori kommun med Sindi stad, Are kommun och Sauga kommun.

## Geografi

### Klimat
Trakten ingår i den hemiboreala klimatzonen. Årsmedeltemperaturen i trakten är 2 °C. Den varmaste månaden är juli, då medeltemperaturen är 18 °C, och den kallaste är februari, med −10 °C.

## Orter
I Tori kommun finns en stad, tre småköpingar samt 41 byar.

### Städer
- Sindi (centralort)

### Småköpingar
- Are
- Tori
- Sauga

### Byar
- Aesoo
- Eametsa
- Eavere
- Elbi
- Elbu
- Jõesuu
- Kiisa
- Kildemaa
- Kilksama
- Kuiaru
- Kurena
- Kõrsa
- Lepplaane
- Levi
- Mannare
- Muraka
- Murru
- Muti
- Niidu
- Nurme
- Oore
- Parisselja
- Piistaoja
- Pulli
- Pärivere
- Randivälja
- Riisa
- Rätsepa
- Räägu
- Rütavere
- Selja
- Suigu
- Taali
- Tabria
- Tammiste
- Tohera
- Urge
- Urumarja
- Vainu
- Võlla
- Võlli